# Королівський сад (Копенгаген)
Королівський сад замку Розенборг (дан. Kongens Have або дан. Rosenborg Slotshave) — найпопулярніший серед відвідувачів парк Копенгагена, побудований 1606 року одночасно з будівництвом замку Розенборг.

## Загальні відомості
17 століття король Кристіан IV наказав очистити чималу ділянку землі від будинків і садів, щоб побудувати альтанку і посадити приватний сад замку Розенборг для забезпечення королівського двору квітами, фруктами та овочами.
Нині на території парку крім саду розташовані кілька історичних будівель, зокрема казарми Розенборга, де проживає королівська гвардія.
На території парку є велика кількість скульптур і пам'ятників.
Парк є місцем проведення тимчасових художніх виставок, концертів, що проводяться влітку.
Поряд з парком розташовується Ботанічний сад Копенгагенського університету, колишня астрономічна обсерваторія Естервольд, Державний музей мистецтв, штаб-квартира залізничної компанії DSB, музей «Davids Samling».

## Сади в стилі Відродження

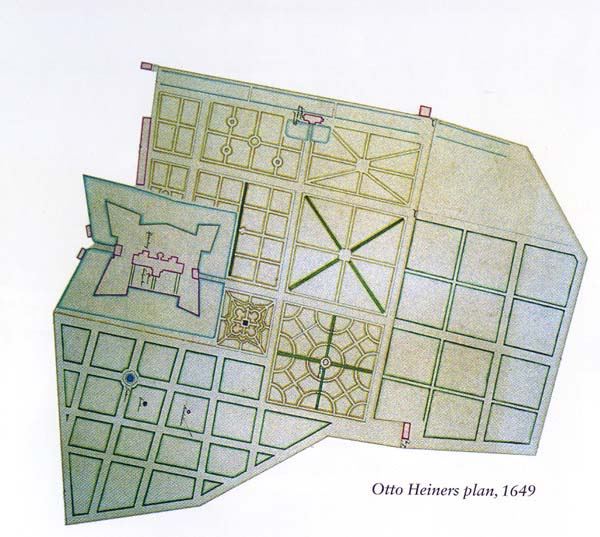
План Отто Хайдера 1649 року

Створений 1606 року сад насолод у стилі Відродження, який також доставляв фрукти, овочі та квіти для королівського дому в Копенгагенський замок мав відносно невеликий павільйон, який пізніше був розширений до теперішнього Замку Розенборг, будівництво якого було завершене 1624 року.
У 1634 році Шарль Ожер, секретар посла Франції в Данії, порівняв сад з садом Тюїльрі у Парижі.
Малюнок Отто Хайдера 1649 року, який є найстарішим планом саду в Данії, дає знання про планування оригінального саду. Сад містив павільйон, статуї, фонтан та багато інших об’єктів. Там росли шовковиця, яблука, груші, лаванда.

## Сади в стилі бароко

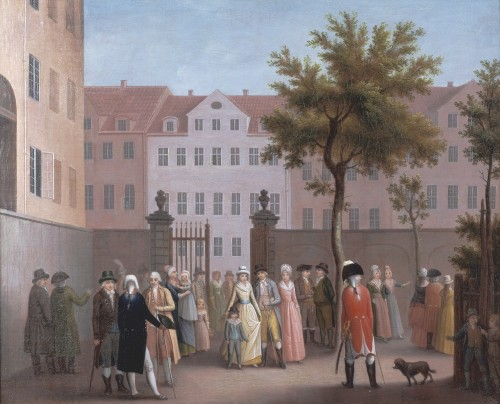
Вхід до саду Розенборг у 1780 році

Пізніше в цьому столітті, коли мода змінилася, сад був перероблений. План саду 1669 року містить садовий лабіринт, типову рису саду в стилі бароко. Він мав складну систему доріжок, які вели до центрального простору з восьмикутним літнім будинком у центрі.
Приблизно з 1710 року, після того, як був побудований Палац Фредеріксберг, замок Розенборг, а також його сади, були в основному покинуті королівською сім'єю, і натомість сади були відкриті для публіки.
Садівником оранжереї в 1711 році був призначений Йохан Корнеліус Крігер (1683—1755).
Ставши у 1721 році головним садівником, він перебудував сад у стилі бароко.

## Казарми Розенборга

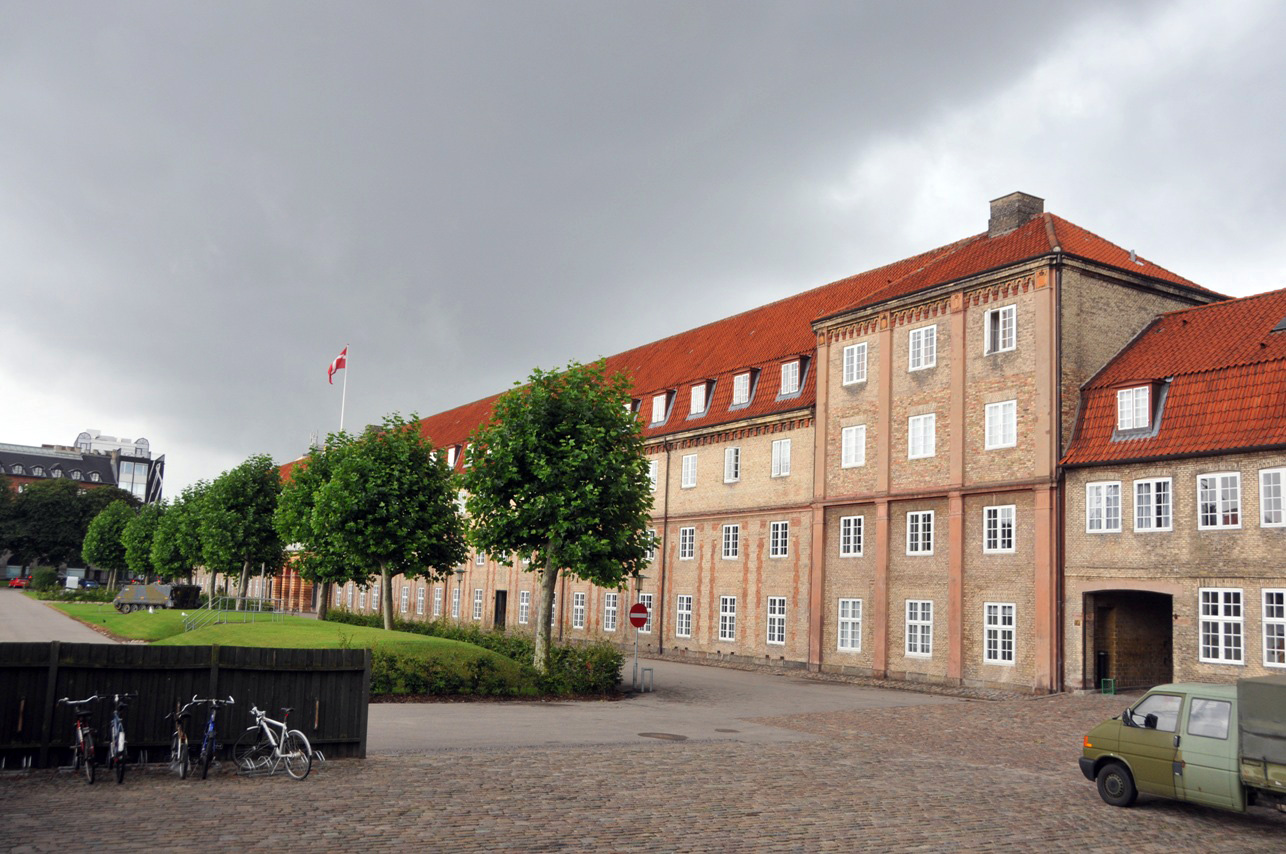
Казарми Розенборга

Казарми Розенборга розташовані на розі Gothersgade і Øster Voldgade і спочатку були павільйоном і двома довгими будівлями оранжереї, побудованими Ламбертом ван Гавеном для Кристіана IV. У 1709 році вони були побудовані разом, щоб утворити один великий комплекс оранжереї, а в 1743 році вони були перебудовані у стилі бароко Йоганом Корнеліусом Крігерем. З 1885 по 1886 рік казарми були переобладнані для використання Королівською лейбгвардією офіцером-інженером Ернстом Пейманом. У 1985 році гвардійці переїхали до нових приміщень у Høvelte (між Аллеред і Біркерьод), і з того часу у казармах Розенборга в Копенгагені розміщуються тільки чергові охоронці.

## Будинок коменданта

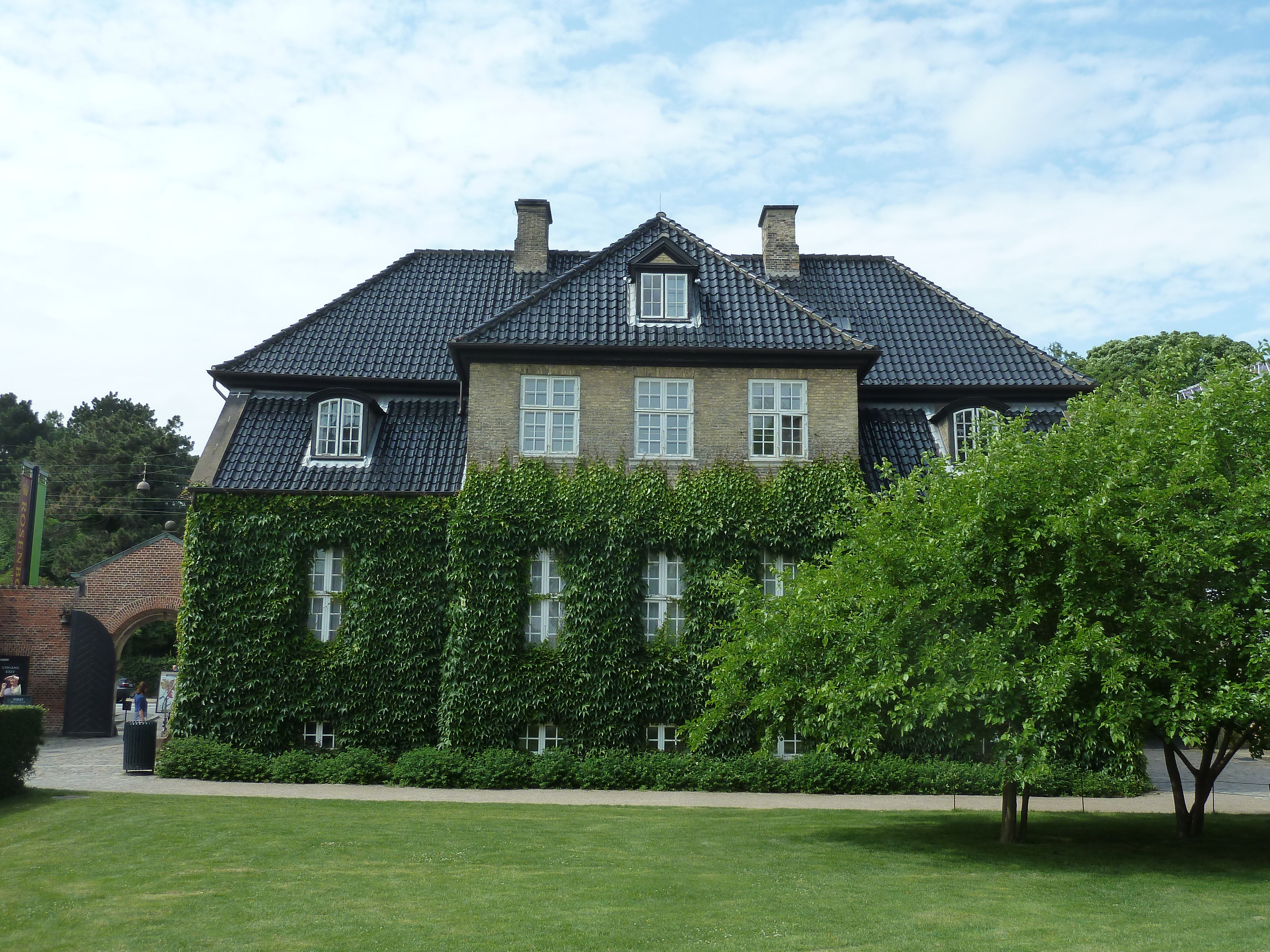
Будинок коменданта (1763)

Будинок коменданта розташований ліворуч від головного входу до замку Розенборг і виходить на галявину.
Він був побудований з 1760 по 1763 рік за проектом Якоба Фортлінга.
Нині будівля використовується як виставковий простір.

## Павільйон Геркулеса

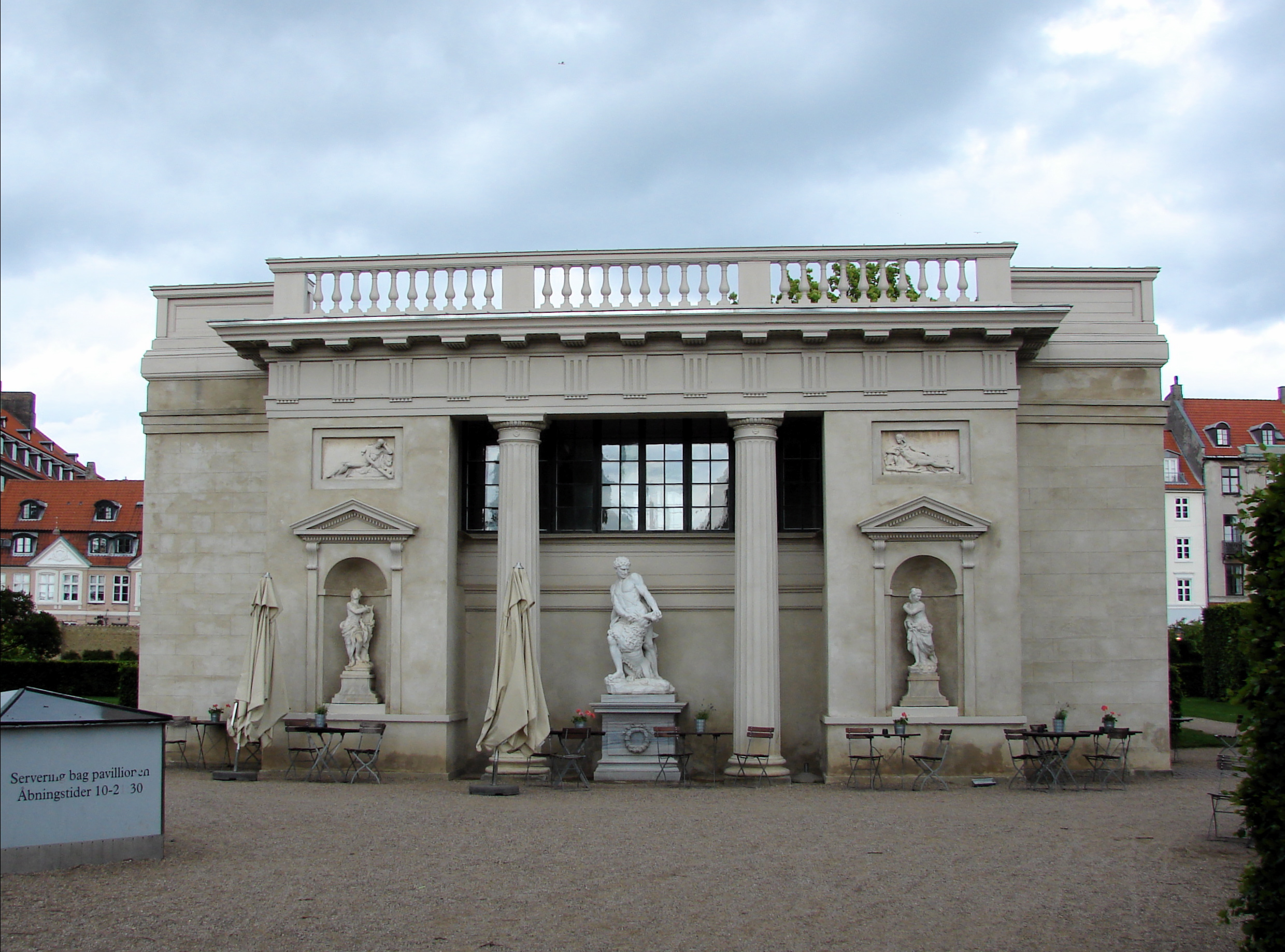
Павільйон Геркулеса

Павільйон Геркулеса розмістився в кінці Кавалергангена і отримав свою назву від статуї Геркулеса, розташованої в глибокій ніші між двома тосканськими колонами.
Його оточують дві менші ніші зі статуями Орфея та Еврідіки.
Три статуї були виготовлені італійським скульптором Джованні Бараттою і придбані Фредеріком IV під час його візиту до Італії.

## Кована решітка і павільйони
Уздовж Кронпринсессегаде та частини Готерсгаде парк оточений кованою решіткою, яка включає 16 невеликих павільйонів, що виходять на сторону вулиці.
Після пожежі в Копенгагені 1795 року виникла нагальна потреба в новому житлі, і кронпринц Фредерік віддав південну смугу свого саду для будівництва нової вулиці, яка мала з'єднати Готерсгаде із Солвгаде. Її назвали Кронпринсессегаде (вулиця Кронпринцеси) на честь Марії Софії Гессен-Кассельської. Невдовзі вздовж південної сторони вулиці з'явилися нові житлові будинки, але в той же час виникла потреба в перегородці зі сторони саду. Вирішення цього завдання доручили міському архітектору Петру Мейну. Він щойно повернувся з Парижа, де його вразив Пон-Неф з його залізною решіткою, безліччю маленьких крамниць і вуличним життям, що його оточувало. Натхненний цим, він спроектував нову решітку уздовж краю парку з 14 невеликими павільйонами для магазинів, що були зведені в 1806 році. Два останні павільйони, навпроти Ландемеркета, були побудовані лише в 1920 році.
Павільйони побудовані за неокласичним проектом і мають шість ліктів в ширину, шість ліктів у глибину та шість ліктів у висоту.
Серед товарів, що продавалися з павільйонів, були торти та панчохи. Пізніше вони були доступні архітекторам і художникам з Академії мистецтв як свого роду гранти. Нині вони здаються в оренду Агентством палаців і майна на умовах дворічної оренди з можливістю продовження.

## Галерея

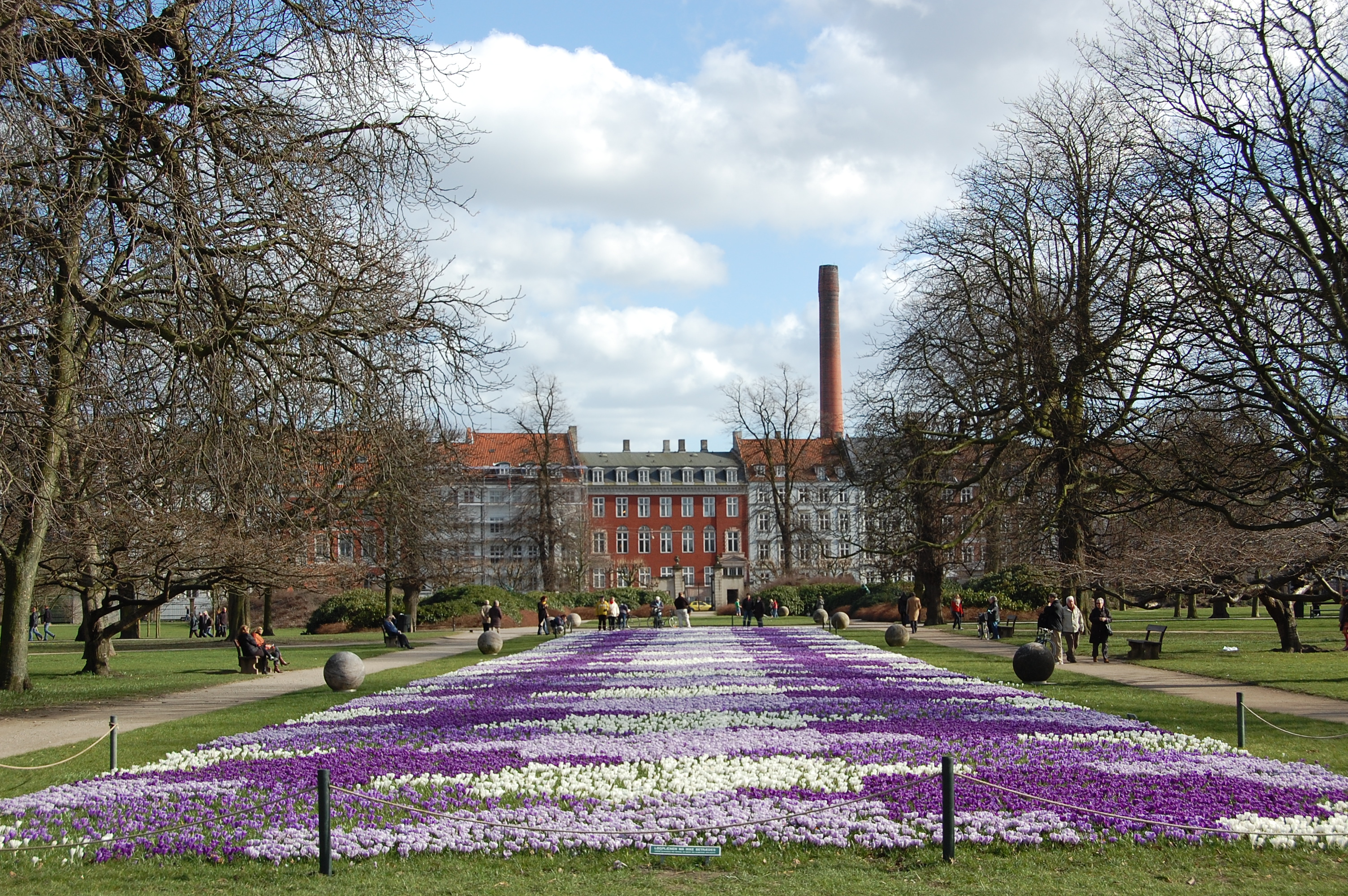
Квітковий газон
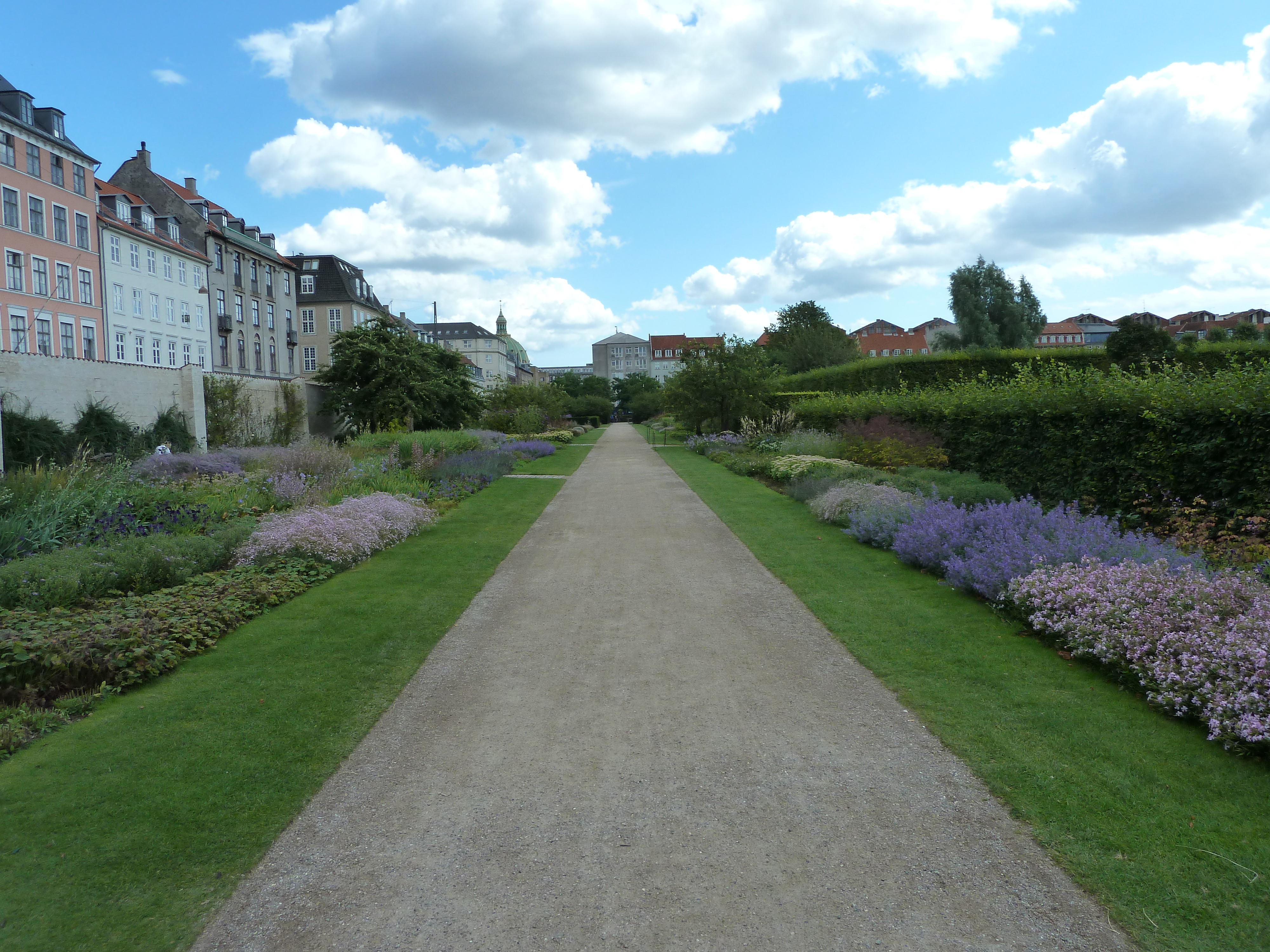
Сад багаторічних рослин уздовж вулиці Солвгаде
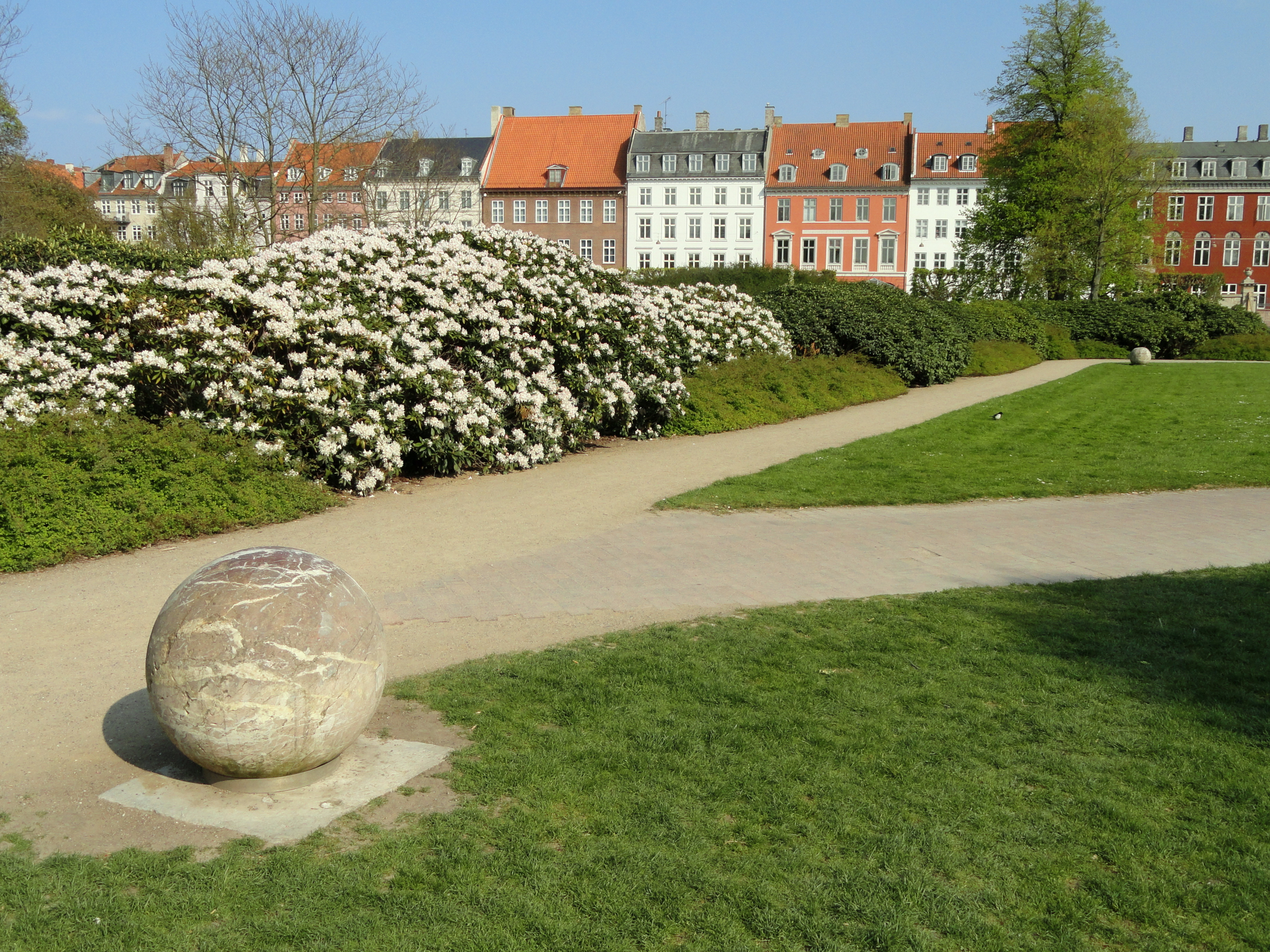
Цвітіння рододендронів в південній частині парку
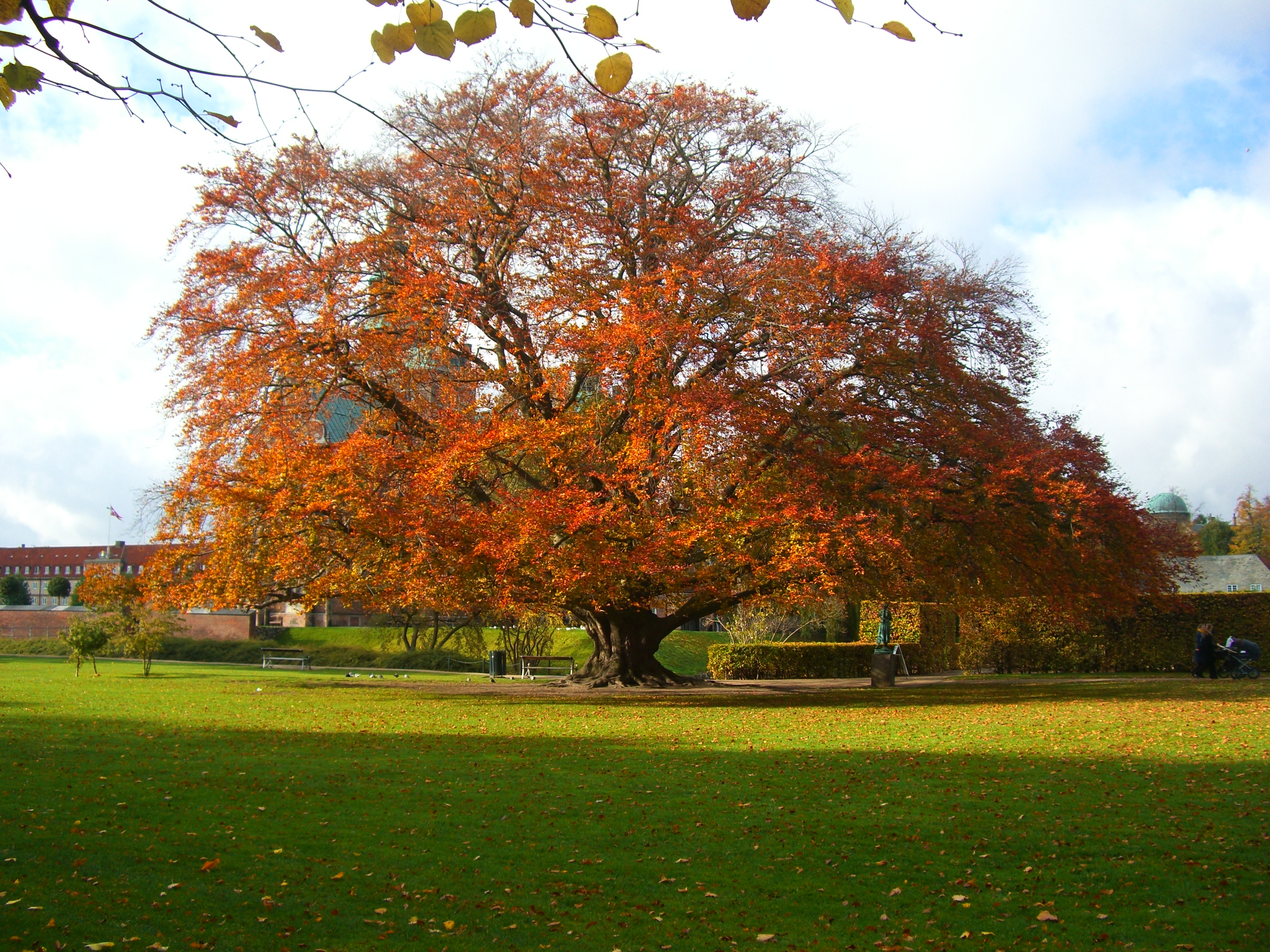
Дерево біля замку
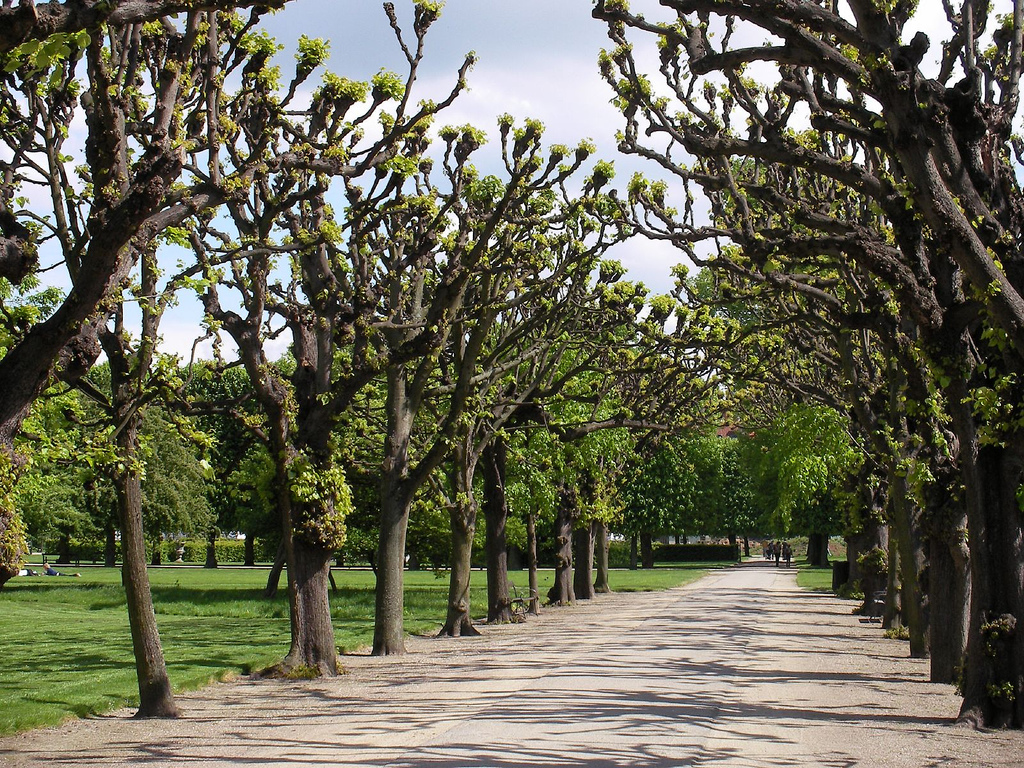
Доріжка, обсаджена деревами
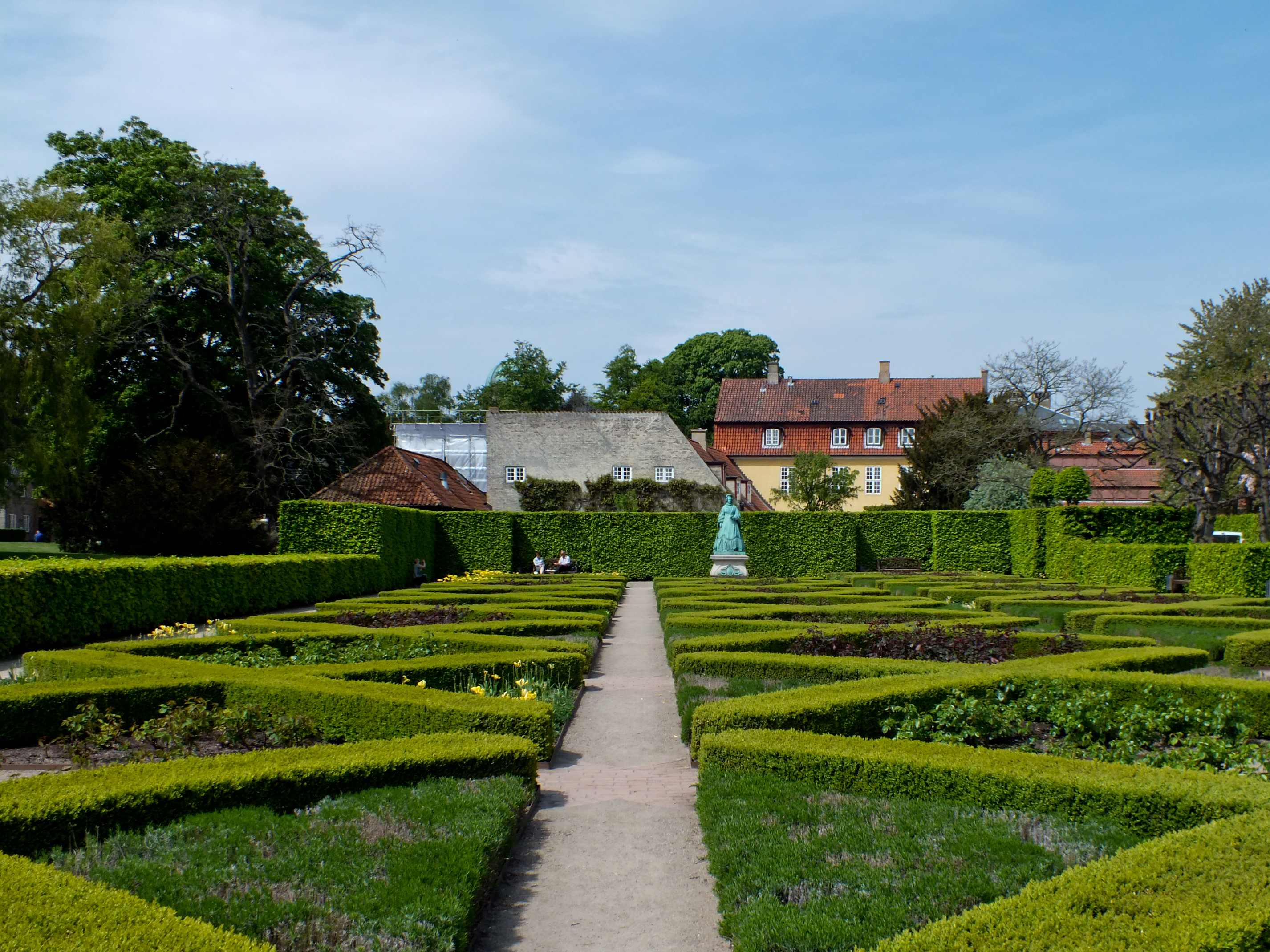
Трояндовий сад
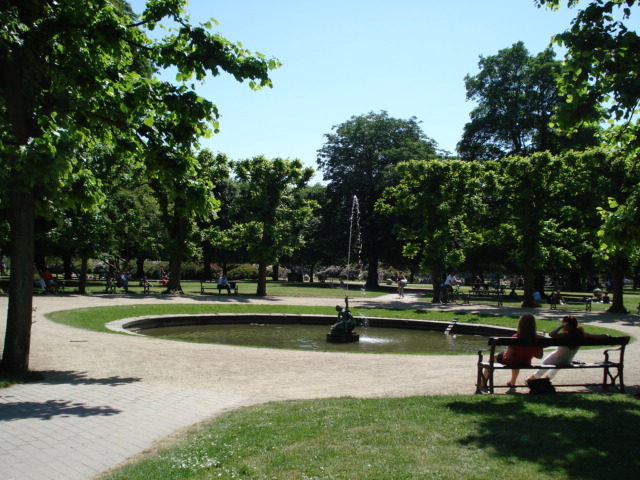
Фонтан
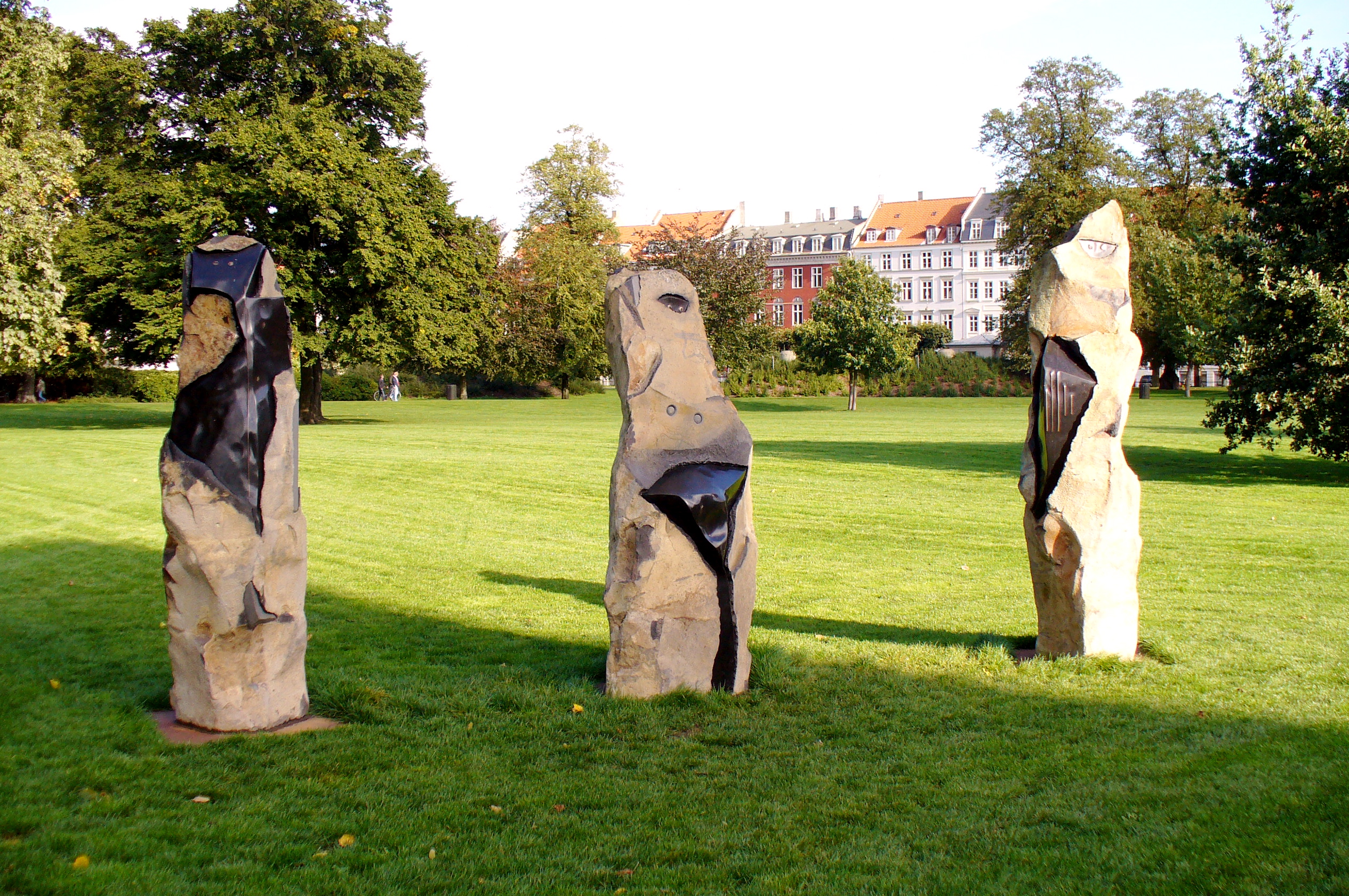
Скульптури в парку